# Serie A2 2002-2003 (pallacanestro femminile)
Il campionato di Serie A2 di pallacanestro femminile 2002-2003 è stato il ventitreesimo organizzato in Italia.
Le ventotto squadre sono state suddivise in due gironi all'italiana su base geografica, con partite di andata e ritorno. La prima di ogni girone sale direttamente, le squadre che si classificano tra il secondo e il settimo posto si giocano un'altra promozione ai play-off; l'ultima di ogni girone retrocede e le altre due retrocessioni sono decise ai play-out, che coinvolgono le squadre dal decimo al tredicesimo posto.
Salgono nella massima serie Reggio Emilia, Napoli e Caserta.

## Classifiche

### Girone Nord
|  |     | Classifica finale 2002-2003  | Pt | G  | V  | P  | PtF  | PtS  |
|  | --- | ---------------------------- | -- | -- | -- | -- | ---- | ---- |
|  | 1.  | Juvenilia Reggio Emilia      | 42 | 26 | 21 | 5  | 1742 | 1479 |
|  | 2.  | Bees Treviglio               | 38 | 26 | 19 | 7  | 1787 | 1589 |
|  | 3.  | Basket Cavezzo               | 36 | 26 | 18 | 8  | 1726 | 1622 |
|  | 4.  | Basket Cervia                | 30 | 26 | 15 | 11 | 1629 | 1543 |
|  | 5.  | Castellani Pontedera         | 30 | 26 | 15 | 11 | 1751 | 1721 |
|  | 6.  | Basket Bolzano               | 26 | 26 | 13 | 13 | 1658 | 1628 |
|  | 7.  | Ginnastica Triestina         | 26 | 26 | 13 | 13 | 1657 | 1649 |
|  | 8.  | Libertas Udine               | 26 | 26 | 13 | 13 | 1630 | 1647 |
|  | 9.  | Libertas Bologna             | 24 | 26 | 12 | 14 | 1737 | 1746 |
|  | 10. | Geas Basket                  | 22 | 26 | 11 | 15 | 1590 | 1739 |
|  | 11. | Basket Biassono              | 18 | 26 | 9  | 17 | 1603 | 1751 |
|  | 12. | New Polibasket San Bonifacio | 16 | 26 | 8  | 18 | 1630 | 1726 |
|  | 13. | Careca Scandiano             | 16 | 26 | 8  | 18 | 1535 | 1638 |
|  | 14. | Pallacanestro Muggia         | 14 | 26 | 7  | 19 | 1526 | 1723 |

### Girone Sud
|  |     | Classifica finale 2002-2003 | Pt | G  | V  | P  | PtF | PtS |
|  | --- | --------------------------- | -- | -- | -- | -- | --- | --- |
|  | 1.  | Napoli Basket Vomero        | 52 | 26 | 26 | 0  | -   | -   |
|  | 2.  | Pantere Caserta             | 40 | 26 | 20 | 6  | -   | -   |
|  | 3.  | San Raffaele Marino         | 36 | 26 | 18 | 8  | -   | -   |
|  | 4.  | Centro Pallacanestro Rende  | 32 | 26 | 16 | 10 | -   | -   |
|  | 5.  | Mercede Alghero             | 26 | 26 | 13 | 13 | -   | -   |
|  | 6.  | Costone Siena               | 26 | 26 | 13 | 13 | -   | -   |
|  | 7.  | Battipaglia                 | 26 | 26 | 13 | 13 | -   | -   |
|  | 8.  | Cus Cagliari                | 26 | 26 | 13 | 13 | -   | -   |
|  | 9.  | Pozzuoli                    | 24 | 26 | 12 | 14 | -   | -   |
|  | 10. | Palmares Catania            | 24 | 26 | 12 | 14 | -   | -   |
|  | 11. | Basket Palestrina           | 18 | 26 | 9  | 17 | -   | -   |
|  | 12. | Sport Club Alcamo           | 14 | 26 | 7  | 19 | -   | -   |
|  | 13. | Partenio Avellino           | 12 | 26 | 6  | 20 | -   | -   |
|  | 14. | Santa Marinella Basket      | 8  | 26 | 4  | 22 | -   | -   |

## Play-out

### Girone Nord
|  | Semifinali | Semifinali    | Semifinali    |               |           | Finale | Finale | Finale |  |
|  |            |               |               |               |           |        |        |        |  |
|  | 10         | Sesto S.G.    |               |               |           |        |        |        |  |
|  | 10         | Sesto S.G.    |               |               |           |        |        |        |  |
|  | 13         | Scandiano     |               |               |           |        |        |        |  |
|  | 13         | Scandiano     |               | Scandiano     | Scandiano | 2      |        |        |  |
|  |            |               |               | Scandiano     | Scandiano | 2      |        |        |  |
|  |            |               | San Bonifacio | San Bonifacio | 1         |        |        |        |  |
|  | 11         | Biassono      | San Bonifacio | San Bonifacio | 1         |        |        |        |  |
|  | 11         | Biassono      |               |               |           |        |        |        |  |
|  | 12         | San Bonifacio |               |               |           |        |        |        |  |

### Girone Sud
|  | Semifinali | Semifinali | Semifinali |        |         | Finale  | Finale | Finale |  |
|  |            |            |            |        |         |         |        |        |  |
|  | 10         | Catania    | 0          |        |         |         |        |        |  |
|  | 10         | Catania    | 0          |        |         |         |        |        |  |
|  | 13         | Avellino   | 2          |        |         |         |        |        |  |
|  | 13         | Avellino   | 2          |        | Catania | Catania | 2      |        |  |
|  |            |            |            |        | Catania | Catania | 2      |        |  |
|  |            |            | Alcamo     | Alcamo | 1       |         |        |        |  |
|  | 11         | Palestrina | Alcamo     | Alcamo | 1       |         |        |        |  |
|  | 11         | Palestrina |            |        |         |         |        |        |  |
|  | 12         | Alcamo     |            |        |         |         |        |        |  |

## Verdetti
- Promosse in Serie A1: Memar Reggio Emilia, Napoli Basket Vomero e Pantere Caserta.
- Retrocesse in Serie B d'Eccellenza: Pakelo San Bonifacio, Interclub Muggia, Sport Club Alcamo, Santa Marinella.
- Bees Treviglio e Scandiano rinunciano alla Serie A2 e San Bonifacio è ripescata al termine della stagione.